# Onderscheidingsvlag Gouverneur Aruba
De onderscheidingsvlag van de gouverneur van Aruba is op 29 oktober 1985 bij koninklijk besluit nummer 7 vastgesteld als onderscheidingsvlag van de gouverneur van Aruba. Sinds Aruba op 1 januari 1986 een autonoom land binnen het Koninkrijk der Nederlanden werd, is het de vlag van de gouverneur van dit land.  Voordien werd het koninkrijk in Aruba vertegenwoordigd door de gouverneur van de Nederlandse Antillen.

## Beschrijving
De vlag wordt als volgt beschreven:
De onderscheidingsvlag van de gouverneur van Aruba is een rechthoekige vlag, waarvan de lengte zich verhoudt tot de hoogte als 3:2, met aan de boven- en onderzijde aansluitend een rode, een witte en een blauwe baan in de kleuren van de Nederlandse vlag, elk met een breedte gelijk aan één twaalfde (1/12) van die van de vlag. De bovenste en onderste drie banen zijn van elkaar gescheiden door een witte baan, waarop in het midden een cirkelvormig vlak met een doorsnede van vijf twaalfde (5/12) van de hoogte van de vlag is aangebracht. Op dit cirkelvormig vlak zijn vijf banen, afwisselend blauw en geel aangebracht met breedten die zich op de verticale middellijn tot elkaar verhouden als 12:1:1:1:3. De bovenste blauwe baan is beladen met een vierpuntige rode en wit omrande ster met, inclusief omranding, een afmeting van 1/3 van de middellijn van het cirkelvormige vlak. De kleuren in het cirkelvormige vlak zijn uitgevoerd in de kleuren van de vlag van Aruba.
- Opmerking: dit is een vrije interpretatie gebaseerd op de beschrijving van de vlag van de gouverneur van Curaçao en de tekening van de vlag van de gouverneur van Aruba in het betreffende document.

N.B. De vlag van Aruba is overheersend lichtblauw, hetgeen de zee en de lucht symboliseert. De rode vierpuntige ster vertegenwoordigt het eiland zelf en de vier talen die er gesproken worden (Spaans, Papiaments, Nederlands en Engels); de twee gele strepen staan zowel voor de status aparte als voor het toerisme en de industrie. De witte rand om de ster dient om de ster meer te laten opvallen en symboliseert de branding van de golven.